# 坂之上駅
坂之上駅（さかのうええき）は、鹿児島県鹿児島市坂之上四丁目にある、九州旅客鉄道（JR九州）指宿枕崎線の駅である。

## 歴史
- 1966年（昭和41年）10月1日：国鉄指宿枕崎線谷山駅 - 五位野駅間に新設[1][3]。無人駅。
- 1983年（昭和58年）3月8日：有人駅化。
- 1987年（昭和62年）4月1日：国鉄分割民営化に伴い、九州旅客鉄道（JR九州）の駅となる[4]。
- 2012年（平成24年）12月1日：ICカード「SUGOCA」の利用が可能となる[5]。
- 2020年（令和2年）5月30日：駅遠隔案内システム（Smart Support Station）「ANSWER」導入に伴い、朝・夕の一部時間帯以外無人駅化[2][6]。

## 駅構造
単式ホーム1面1線を有する地上駅。
業務委託駅。きっぷうりばが設置されているが、2020年5月30日より駅遠隔案内システム（Smart Support Station）「ANSWER」の導入に伴い営業時間は大幅短縮された。
IC乗車カード「SUGOCA」が利用可能（相互利用可能ICカードはSUGOCAの項を参照）で、簡易SUGOCA改札機が設置されている。SUGOCAは窓口で購入可能。
簡易型自動券売機（ICカード・オレンジカード非対応）、ICカードチャージ機が設置されている。
現在、当駅には専用駐車場は存在しないが、「エコ・コンパクトシティ」観点から、駅前西側の1,500m2に乗降場と200台分の駐輪場を整備する予定。

また、当駅を境にこれより以南ではワンマン列車の精算方式が変わる（当駅以北は全て駅精算、以南は指宿駅と山川駅・西頴娃駅駅員配置時間帯を除き全て車内精算）。

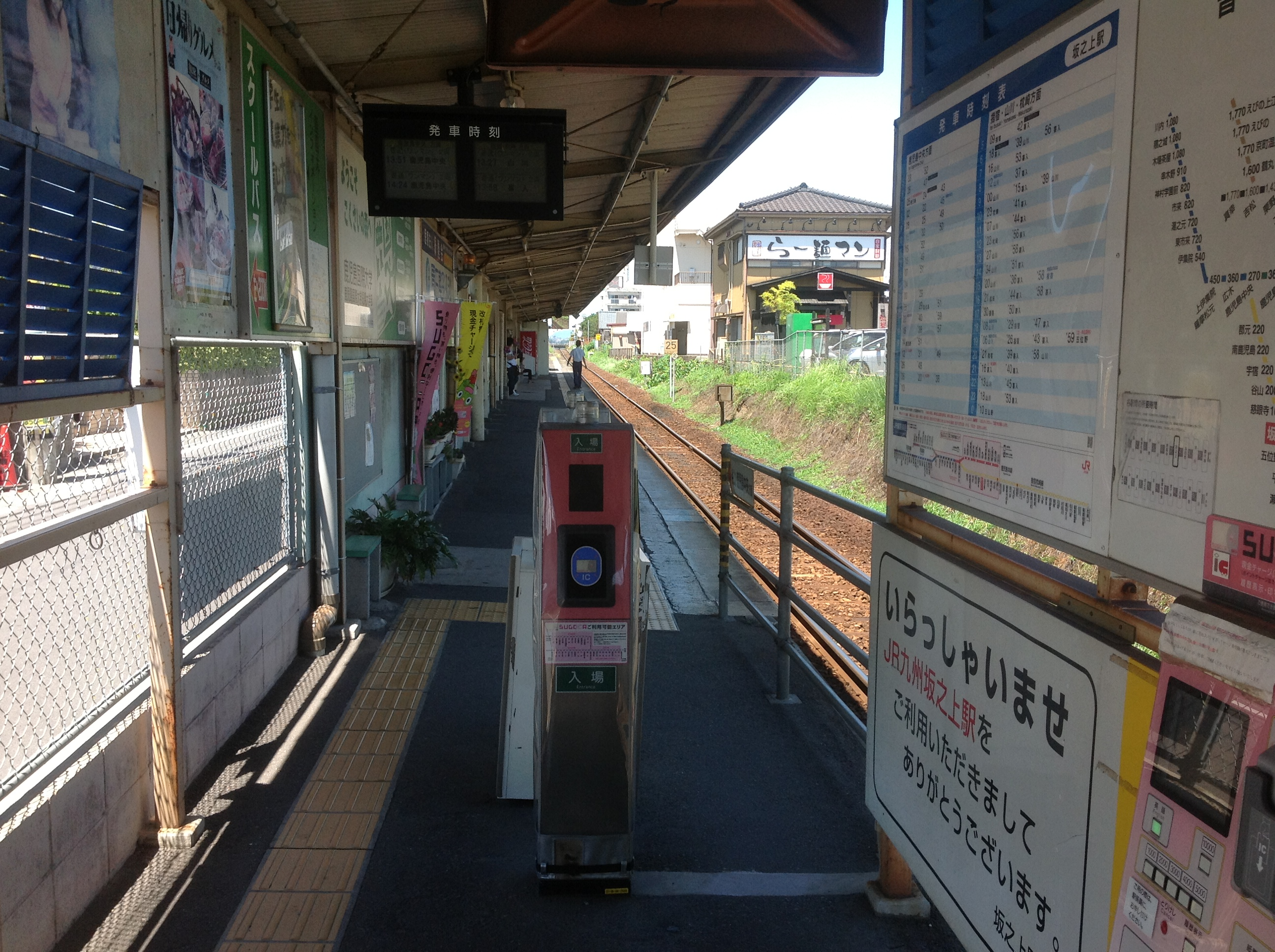
改札口とホーム（2013年8月）

### のりば
| 番線 | 路線        | 方向 | 行先                 |
| ---- | ----------- | ---- | -------------------- |
| 1    | ■指宿枕崎線 | 上り | 鹿児島中央方面       |
| 1    | ■指宿枕崎線 | 下り | 指宿・山川・枕崎方面 |

- のりば表記は駅掲載及び公式サイトの駅別時刻表に記述[9]

## 利用状況
- 2023年度の1日平均乗車人員は2,213人であり、鹿児島市内の鉄道駅としては第3位である[10]。

| 年度 | 1日平均 乗車人員 | 1日平均 乗降人員 |
| ---- | ---------------- | ---------------- |
| 2000 | 2,430            |                  |
| 2001 | 2,781            |                  |
| 2002 | 2,745            |                  |
| 2003 | 2,756            |                  |
| 2004 | 2,721            |                  |
| 2005 | 2,723            |                  |
| 2006 | 2,674            |                  |
| 2007 | 2,584            | 5,183            |
| 2008 | 2,564            | 5,142            |
| 2009 | 2,558            | 5,126            |
| 2010 | 2,493            | 4,997            |
| 2011 | 2,398            | 4,803            |
| 2012 | 2,339            | 4,679            |
| 2013 | 2,375            | 4,745            |
| 2014 | 2,194            | 4,371            |
| 2015 | 2,202            | 4,386            |
| 2016 | 2,153            |                  |
| 2017 | 2,202            |                  |
| 2018 | 2,237            |                  |
| 2019 | 2,263            |                  |
| 2020 | 1,867            |                  |
| 2021 | 1,843            |                  |
| 2022 | 2,042            |                  |
| 2023 | 2,213            |                  |

## 駅周辺
付近には住宅街や団地が広がり、また鹿児島国際大学が立地するため、駅規模の割に利用者数は多くなっている。駅の約50メートル南に鹿児島国際大学スクールバスの発着場がある。
- 鹿児島交通坂之上バス停
- 鹿児島国際大学・大学院
- 鹿児島市立和田中学校
- 坂之上郵便局
- ニュー慈眼寺団地（錦江台1・2丁目）
- 星和台団地（錦江台3丁目）
- パルタウン坂之上
- 和田団地
- タイヨー：坂之上店 / 光山店
- 鹿児島市消防局南消防署
- 鹿児島市民体育館
- 交通安全教育センター（免許センター）
- 光山公園

## バス路線
鹿児島交通の坂之上バス停が利用可能である。
（下記は各系統の行先）

### 坂之上バス停
| 坂之上バス停（上り）−鹿児島県鹿児島市坂之上四丁目 |                            |              |
| 系統番号                                          | 経由地                     | 行先         |
| 1                                                 | 谷山駅前・県庁前           | 鹿児島駅前   |
| 2                                                 | 谷山駅前・騎射場           | 水族館前     |
| 2                                                 | 谷山駅前・騎射場           | 鹿児島駅前   |
| 4                                                 | イオン鹿児島・鹿児島中央駅 | 鹿児島駅前   |
| 7                                                 | 谷山駅前・騎射場           | 金生町       |
| 種別                                              | 経由地                     | 行先         |
| 特急                                              | 鹿児島中央駅・天文館       | 金生町       |
| 普通                                              | 鹿児島中央駅・天文館       | 金生町       |
| 坂之上バス停（下り）−鹿児島県鹿児島市坂之上一丁目 |                            |              |
| 系統番号                                          | 経由地                     | 行先         |
| 1                                                 | 平川                       | 平川星和台   |
| 2                                                 | 影原                       | 動物園       |
| 4                                                 | 別府・上床                 | 慈眼寺団地   |
| 7                                                 | 国際大学前                 | 慈眼寺団地   |
| 種別                                              | 経由地                     | 行先         |
| 特急                                              | 影原・川辺                 | 枕崎         |
| 普通                                              | 影原・川辺高校             | 枕崎         |
| 普通                                              | 平川・知覧                 | 特攻観音入口 |
| 普通                                              | 平川・喜入                 | 山川桟橋     |

## 隣の駅
九州旅客鉄道（JR九州）
■指宿枕崎線
■快速「なのはな」・■普通
慈眼寺駅 - 坂之上駅 - 五位野駅